# Inspection générale de la police (Luxembourg)
L’Inspection générale de la police (IGP) est l’organe de contrôle externe de la Police du Grand-Duché de Luxembourg. Elle a été créée en 2000 à la suite de la réorganisation des forces de l’ordre. La mission générale de l'IGP est le contrôle du fonctionnement de la Police grand-ducale en vertu des dispositions légales de la loi du 18 juillet 2018 sur l'Inspection générale de la police. Depuis 2015, Madame Monique Stirn assume la fonction d'Inspecteur général de la police. 

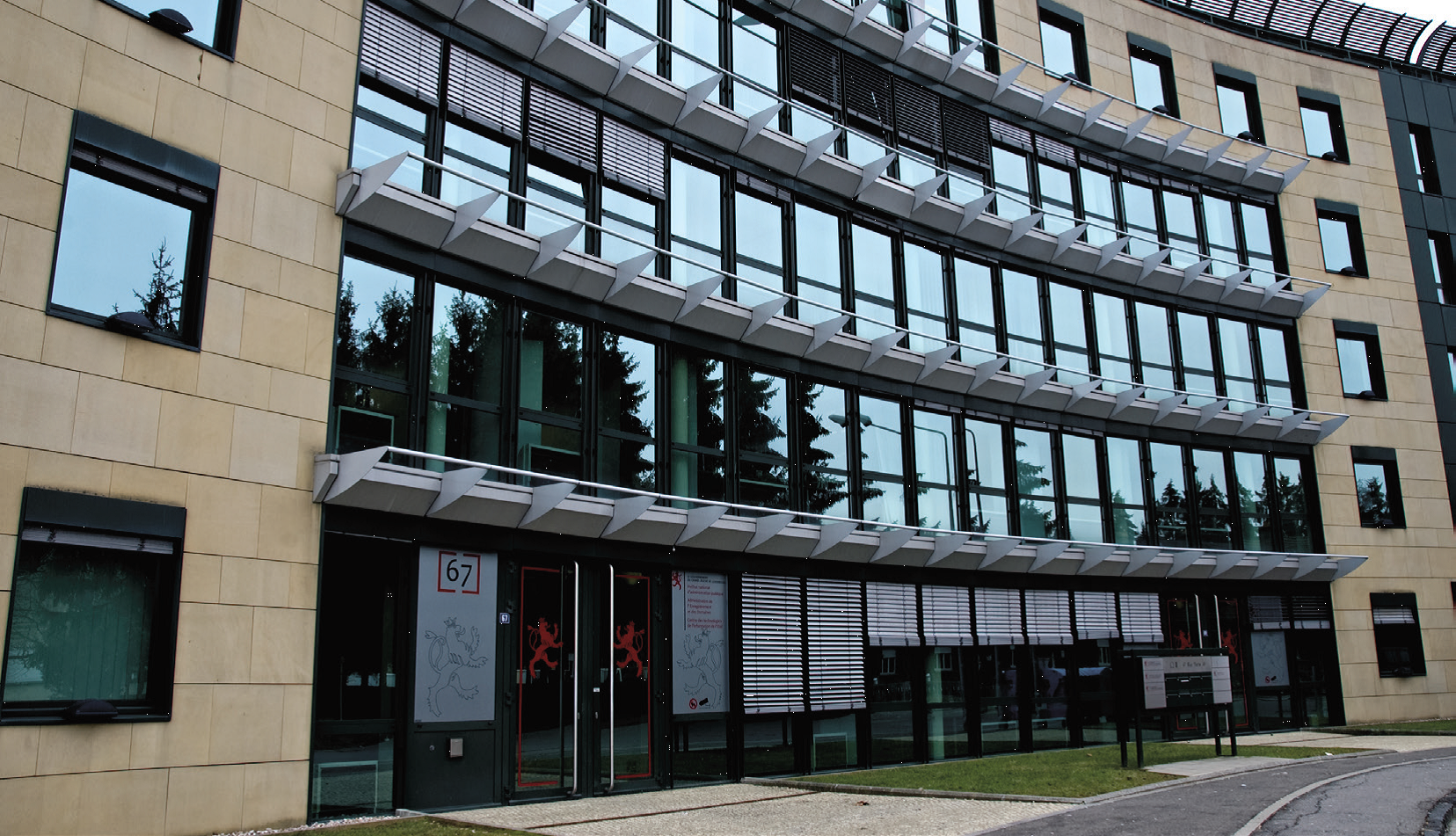
Site de l'IGP à Luxembourg-Gasperich.

## Historique et base légale
L’Inspection générale de la police a été créée en 2000 à la suite de la fusion de la Gendarmerie grand-ducale et de l’ancienne Police et la réorganisation des forces de l’ordre en un seul corps: la Police grand-ducale.
Avant la loi du 31 mai 1999, sans que le principe et les modalités n’aient été formellement définis, il a toujours été admis, qu’en cas de dysfonctionnement dans un des deux corps, le ministre de la Force publique pourrait recourir à l’autre corps pour les aspects opérationnels du contrôle à exercer.
Avec la mise en place d’une force de police unique, il a rapidement paru nécessaire de créer un organe spécifique destiné à la contrôler. Sa base légale résidait dans les articles 72 à 77 du titre VII de la loi du 31 mai 1999 sur la Police et l’Inspection générale de la police.  
Depuis l’entrée en vigueur de la loi du 18 juillet 2018 sur l’Inspection générale de la police, l’IGP fait l’objet d’un texte de loi spécifique de 32 articles l’érigeant en une administration autonome et indépendante, placé sous l’autorité du ministre ayant la police grand-ducale dans ses attributions, mais disposant dorénavant d’un personnel propre, non susceptible de retourner à la Police.

## Organisation
L’Inspection générale de la police comprend quatre départements, :
- Le département « enquêtes administratives et enquêtes judiciaires » chargé de l’exécution d’enquêtes administratives et judiciaires;

- Le département « contrôles et audits » chargé de la réalisation d’avis, d’audits et des suivis décisionnels de la Police, ainsi que des opérations de contrôle thématiques portant sur certaines activités de la Police, tels les contrôles des lieux de privation de la liberté, des missions du maintien de l’ordre et des mesures de police administrative;
- Le département « études» auquel il incombe, en sus, de la réalisation d’études, de rédiger annuellement un rapport détaillé destiné au Ministre reprenant les constatations faites et les recommandations émises par l’IGP tout au long de l’année dans le cadre de ses différents domaines d’activité;
- Le département « instructions disciplinaires » qui mène des instructions (enquêtes) dans les affaires disciplinaires initiées par le Directeur general de la Police.

Elle dispose par ailleurs d’un service administration et d’un service ressources.

## Missions et compétences
L’Inspection générale de la police (IGP) est l’organe de contrôle externe de la Police grand-ducale du Luxembourg.
Sa mission générale est le contrôle du fonctionnement de la Police.
L’IGP est un service placé sous l’autorité directe du ministre de la Sécurité intérieure et sous l’autorité fonctionnelle du ministre de la Justice, du procureur général d’État, ainsi que des autres autorités judiciaires.
L'Inspection générale est donc intégrée dans un système externe de contrôle formel de la Police.
Il y a lieu de souligner que le contrôle exercé par l'Inspection générale s’ajoute, respectivement s’exerce, sans préjudice des contrôles existant déjà, à savoir le contrôle administratif, exercé par les ministres et les autorités administratives ; le contrôle judiciaire, exercé par les autorités judiciaires ainsi que le contrôle parlementaire, exercé par la Chambre des Députés et ses commissions. À côté de ces trois piliers, il existe aussi d’autres formes de contrôle tels que le contrôle hiérarchique interne de la Police et le contrôle informel par les syndicats policiers, la presse et les citoyens en général.
Les attributions spécifiques de l’Inspection générale de la police peuvent être schématisées comme suit :

### Contrôle légalité
Le contrôle de légalité est prévu aux articles 4 à 6 de la loi du 18 juillet 2018 sur l’IGP.
Dans le cadre de cette mission, l’IGP veille à l’exécution des lois et règlements et rend compte des manquements et problèmes de fonctionnement à l’autorité concernée. À ce titre, elle dispose d’un droit d’inspection général et permanent. Les manquements ou problèmes de fonctionnement analysés peuvent être des faits de gestion ou de management de la Police, mais aussi des faits individuels commis par un membre de la Police dans ou en dehors de ses fonctions.

### Contrôle qualité
Par l’article 7 de la loi du 18 juillet 2018 sur l’Inspection générale de la police, l’IGP effectue des études et audits sur demande du ministre de tutelle, du ministre de la Justice ou du Procureur général d’État.
Il s’agit d’une mission de contrôle de qualité, y sont envisagées l’efficacité et l’efficience du travail de la Police mais également la qualité du service rendu au citoyen.
L'objectif du contrôle de qualité est d’informer l’autorité mandataire, notamment, sur :
- l’état des pratiques administratives ou opérationnelles et leur conformité aux normes légales, réglementaires et internes afférentes ;
- la qualité des opérations policières et leur conformité aux objectifs visés ;
- les efforts qui sont déployés en matière d’économie, d’efficacité et d’efficience pour atteindre ces objectifs.

### Enquêtes judiciaires
Actuellement, en vertu de l’article 8 de la loi du 18 juillet 2018 sur l’IGP, l’inspecteur général, l’inspecteur général adjoint et les membres du cadre policier de l’IGP ont la qualité d’officier de police judiciaire. Ils peuvent ainsi procéder, conformément aux dispositions du Code de procédure pénale, à des enquêtes préliminaires ou encore être saisis par les parquets ou juges d’instruction d’enquêtes judiciaires portant sur des faits délictueux qui auraient été commis par un ou plusieurs membres de la Police.
Un élément novateur de la loi du 18 juillet 2018 sur l'IGP consiste dans le fait que les autorités judiciaires peuvent, dans l’intérêt d’une bonne administration de la justice, également les charger d’enquêtes judiciaires portant sur des faits délictueux qui auraient été commis par un ou plusieurs membres de la Police et une ou plusieurs autres personnes agissant comme co-auteurs ou complices ou dans lesquels sont impliqués un ou plusieurs membres de la Police et une ou plusieurs autres personnes.

### Mission de conseil
En vertu de l’article 10 de la loi du 18 juillet 2018, l’IGP répond à toute demande d’avis émanant du ministre de tutelle, du ministre ayant la Justice dans ses attributions et du Procureur général d’État dans le cadre de leurs attributions respectives. Elle formule à l’attention du ministre de tutelle tous avis, propositions et recommandations sur les activités, l’organisation ou la gestion de la Police qu’elle juge utiles.
L’IGP participe en outre à la formation des membres de la Police en matière de droits de l’Homme et de déontologie policière.

### Instructions disciplinaires
L’article 9 de la loi du 18 juillet 2018 sur l’Inspection générale de la Police stipule que « l’IGP procède aux instructions disciplinaires conformément à la loi du 18 juillet 2018 relative au statut disciplinaire du personnel du cadre policier de la Police grand-ducale ».
Il s’agit d’une compétence nouvelle de l’IGP, puisqu’avant le 1er août 2018, les affaires disciplinaires à l’encontre des membres de la Police étaient menées en interne à la Police. Actuellement et à l’avenir, il appartient donc à l’IGP d’instruire les dossiers disciplinaires initiées par le Directeur général de la Police.
À cette fin, un département « instructions disciplinaires » a été mis en place.

## Valeurs
Les valeurs de l’Inspection générale de la police sont :
- l’indépendance vis-à-vis de la Police : la séparation organique et fonctionnelle de la Police et le rapport direct au ministre de tutelle ou aux autorités judiciaires ;
- l’objectivité de son action, de son appréciation et de son langage : le personnel de l’IGP agit en toute neutralité, sans ressentiment ni complaisance tant à l’égard des policiers qu’à l’égard des citoyens ;
- la transparence de ses procédures : les procédures de l’IGP sont clairement définies. Chaque plaignant reçoit des conclusions écrites quant à sa réclamation. Des informations utiles au grand public sont publiées sur internet;
- l’intégrité de son personnel : le personnel de l’IGP agit avec honnêteté, diligence et responsabilité, ceci dans le respect de la discrétion professionnelle.

## Saisines
L'Inspection générale peut être saisie par toute personne physique (citoyen, policier, etc.) et par des organismes et associations publics et privés, touchés par la conduite ou la façon d'agir d'un membre de la Police ou d'un service de la Police. Lors de sa réclamation, le citoyen est informé immédiatement de la bonne réception de sa réclamation ainsi que de la suite y accordée : enquête administrative menée au sein de l’IGP ou dossier transmis aux autorités judiciaires. Des demandes d’enquêtes peuvent également émaner des autorités hiérarchiques et fonctionnelles, de même que l'Inspection générale peut s’auto-saisir.

## Limites d’action
- L’IGP est compétente à l’égard de la seule Police grand-ducale et son contrôle vise le fonctionnement des services de celle-ci ou bien les activités de son personnel.

- L’IGP a parmi ses attributions l’instruction disciplinaire. Le déclenchement de la procédure disciplinaire est néanmoins réservé à la Direction générale de la Police aux termes de l’article 24 de la loi du 18 juillet 2018 relative au statut disciplinaire du personnel du cadre policier de la Police grand-ducale.
- L'IGP ne prend pas de décision à la place de la Direction générale de la Police.
- L’IGP ne met pas en œuvre les recommandations qu’elle formule, mais assure le suivi de l’implémentation de celles retenues par la Direction générale de la Police.
- L’IGP n'a pas compétence pour traiter les réclamations relatives au bien-fondé d'avertissements taxés émis, notamment lors de contraventions au Code de la Route. Ces réclamations sont à adresser directement à l'agent verbalisant, à la Police ou aux autorités judiciaires compétentes et ce avant le paiement de l’avertissement taxé (AT). L’IGP remet les réclamations qui lui sont adressées dans ce contexte à la Direction générale de la Police pour raison de compétence, non sans solliciter une copie des courriers que celle-ci adressera par la suite aux réclamants.
- L’IGP ne traite pas les réclamations en lien direct avec des dossiers judiciaires en cours.

## Enquêtes et quelques chiffres-clés
L'Inspection générale de la Police publie mensuellement sur son site Internet un résumé des enquêtes respectivement rapports, sous forme anonymisée, pouvant intéresser le grand public. Il s'agit par exemple d'enquêtes en relation avec des contrôles de vitesse effectués par des policiers, des rapports d'études sur la qualité des écrits judiciaires ou le fonctionnement du centre d’intervention national.
Les rapports d'activité annules sont également publiés sur ce site. Ainsi sur les années 2013 et 2014, l'activité de l'inspection générale peut être quantifiée de la manière suivante :
En 2017, l'Inspection générale a :
- traité 237 dossiers d’enquêtes et de réclamations de diverses natures ;
- réalisé 1 rapport d’audit concernant les réquisitions établies par la Police
- effectué 1 mission de contrôle dans le domaine des annulations d’avertissements-taxés.

En ce qui concerne les origines des différents dossiers :
- 53% furent initiés à la suite de réactions de citoyens ;
- 32% nous furent communiqués par différentes institutions étatiques (notamment la Police) ainsi que par d’autres organismes publics ;
- 15% furent transmis par les autorités judiciaires.

## Dimension internationale
L'IGP s'échange régulièrement avec ses homologues d'autres pays européens. Elle est depuis 2001 membre de EPAC/EACN (European partners against corruption). Depuis novembre 2016, l'Inspecteur général de la police Monique Stirn assume la fonction de vice-présidente adjointe de EPAC/EACN ce qui permet à l’IGP de se positionner au niveau européen et international et à collaborer au-delà des frontières à l'élaboration de stratégies communes et de standards professionnels élevés.

## Contact
Il est possible de contacter l'Inspection générale par différents moyens (plainte en ligne via guichet.lu, e-mail, téléphone.) ainsi que de se présenter dans ses locaux au 2e étage du 67, rue Verte à L-2967 Luxembourg-Gasperich.